# Orbest Orizonia Airlines
Orbest Orizonia Airlines (conocida anteriormente como Iberworld) fue una aerolínea española operadora de vuelos regulares y chárter-vacacionales a diferentes destinos dentro de España, el Caribe y el Reino Unido. Sus bases principales estaban situadas en Palma de Mallorca, Madrid, Tenerife, Gran Canaria y estacionalmente en Barcelona. Desde el 20 de febrero de 2013 anunció a través de su página web la suspensión de itinerarios y operación de la aerolínea.

## Historia

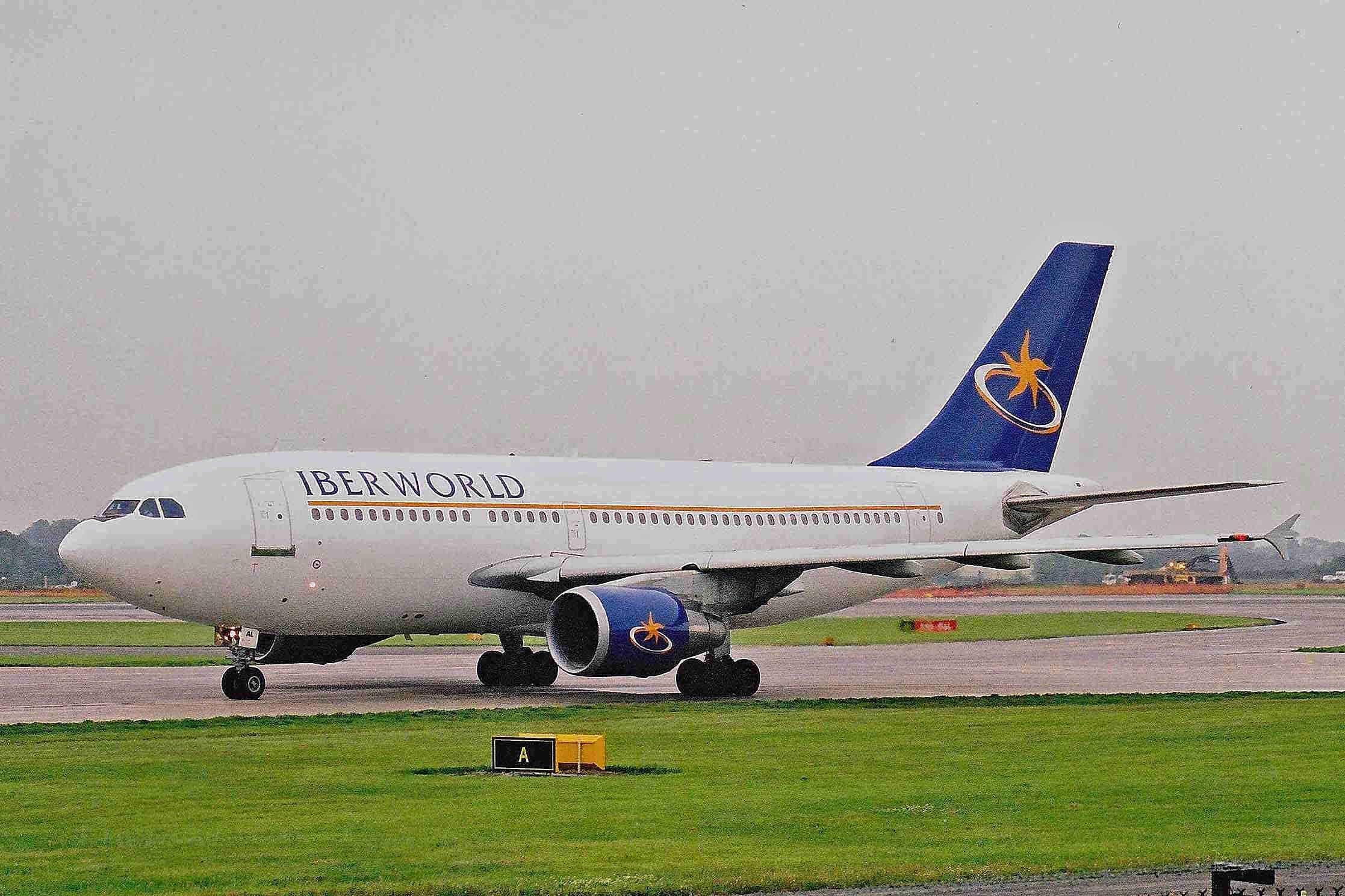
Airbus A310-200 de Iberworld en 1999.

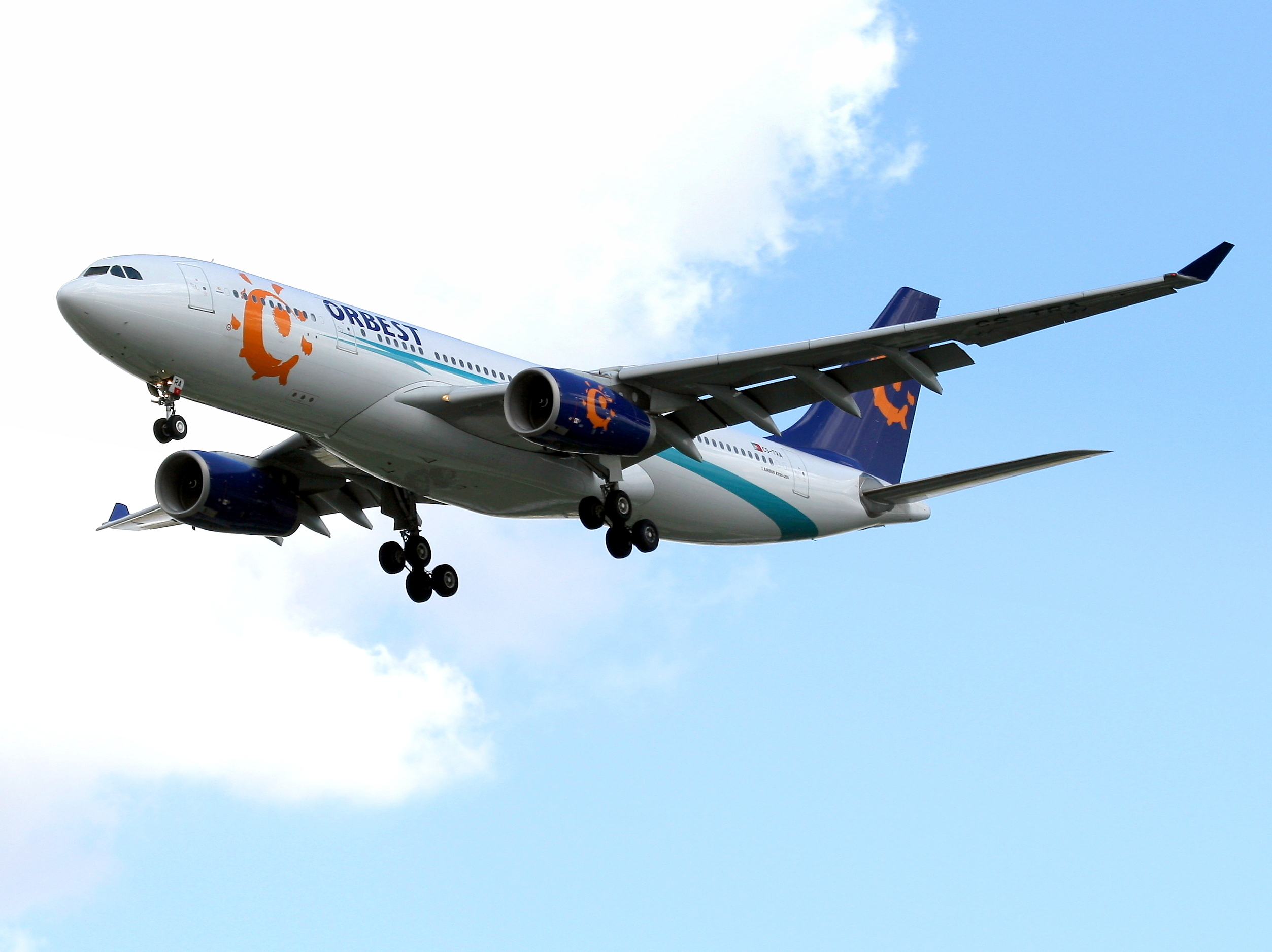
Airbus A330-243 de Orbest con la librea adoptada en 2008.

Iberworld fue fundada en 1998 por el grupo Iberostar, para compensar los gastos tras el fracaso de BCM Airlines. 
Inició sus servicios el 11 de abril de 1998. En un principio, su flota se compondría de un único avión: el Lockheed L-1011 TriStar, alquilado a la aerolínea británica Classic Airways, y utilizado para rutas entre Palma de Mallorca, Málaga y Londres.
Al día siguiente, el 12 de abril de 1998, recibe su primer Airbus A320, para reforzar al L-1011. El 5 de mayo, recibe su segundo A320, y a finales de primavera, el L-1011 es devuelto a su aerolínea original.
A finales del 1998, Iberworld recibe otros dos A320. En febrero de 1999, Iberworld recibe un A310 de Transavia. A finales de este año, comienza sus operaciones hacia el Caribe. En 2001, recibe su primer Airbus A330. Más tarde, recibe otros dos A320. En 2002, recibe su segundo A330, que en octubre sustituye al A310 en las operaciones hacia el Caribe.
En 2006, Iberworld es vendido por 800 millones al Carlyle Group. Durante 2008, Iberworld cambia su imagen a otra mucho más llamativa y moderna. A partir del 1 de mayo de 2011 de este año la aerolínea se pasa a llamar Orbest Orizonia Airlines comenzando su actividad como línea regular y deja de comercializar sus billetes exclusivamente para tour operadores.
La matriz de Orbest Orizonia Airlines, el grupo Orizonia, se acogió a la protección contra el concurso de acreedores el 15 de febrero de 2013, debido a los problemas en la fusión con Globalia Corporación Empresarial, lo que derivó en la suspensión de vuelos con y desde Hispanoamérica y dejó en tierra a centenares de turistas, en particular en Riviera Maya y Cancún (México).
El 18 de febrero de 2013, el grupo turístico comunicó a sus trabajadores el cierre de la matriz Orizonia, y que la dirección del grupo intentará vender la compañía por partes y que habrá un expediente de regulación de empleo (ERE).
Un mes después, el 19 de marzo de 2013, representantes del grupo turístico Orizonia han presentado la solicitud de concurso de acreedores en los juzgados de lo mercantil de Palma de Mallorca, apenas doce días después de anunciar un expediente de regulación de empleo (ERE) que afectará a 2.347 trabajadores.
El 4 de abril de 2013, los representantes del fondo Carlyle, accionista mayoritario de Orizonia, y los sindicatos han firmado el expediente de regulación de empleo (ERE) en el grupo turístico, que afectará a 2.347 empleados, por lo que estos últimos podrán acceder a las prestaciones por desempleo.
El día 29 del mismo mes el Juzgado de lo Mercantil número 1 de Palma ha dictado el auto de extinción de las relaciones laborales de los 2.347 trabajadores de Orizonia afectados por el expediente de regulación de empleo (ERE), por lo que en breve podrán acceder a las prestaciones de desempleo.

## Destinos
Orbest Orizonia realizaba vuelos chárter de temporada a los principales destinos turísticos.
Además, operó vuelos regulares desde España a La Habana (Cuba), Cancún (México), Santa Cruz de la Sierra (Bolivia) y Punta Cana (República Dominicana).

## Flota

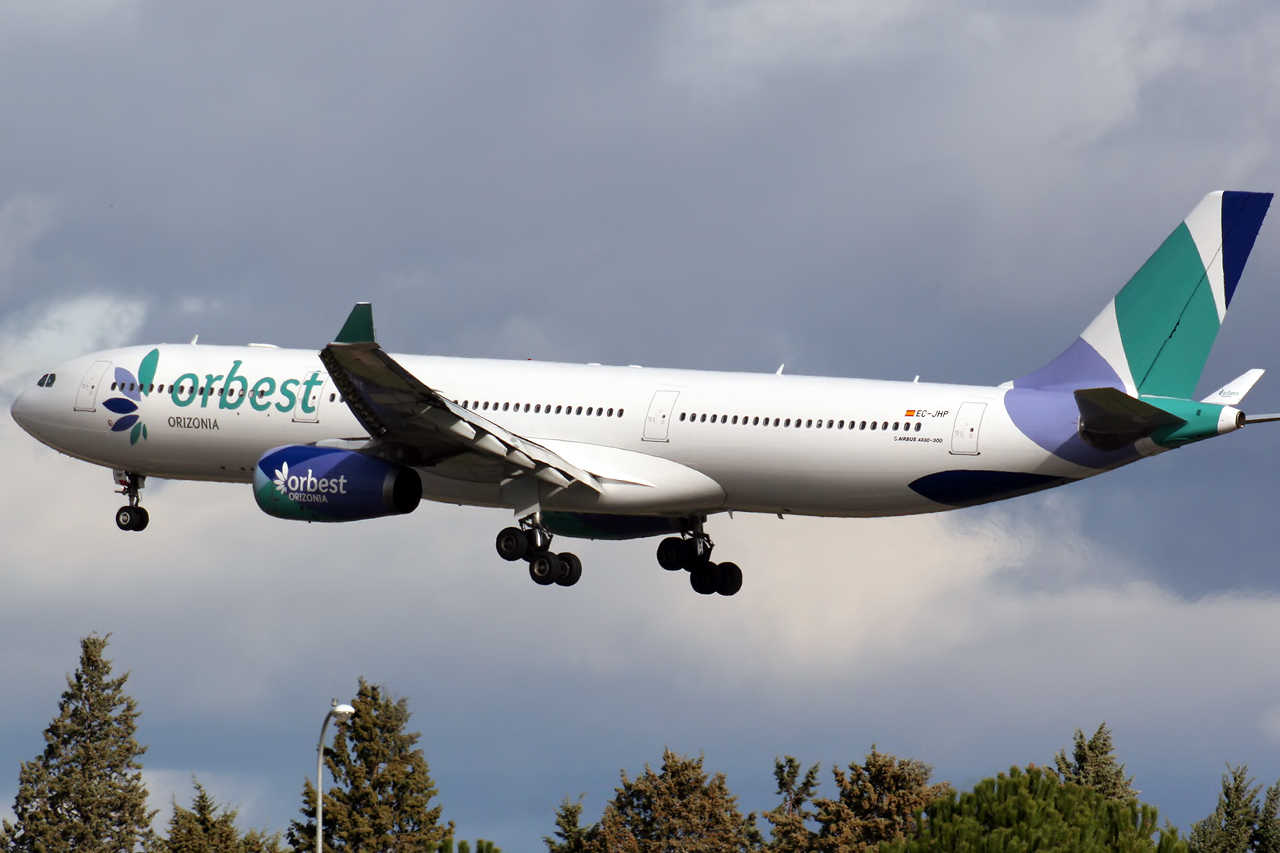
Airbus A330-343X de Orbest Orizonia aterrizando en el aeropuerto de Madrid-Barajas.

La flota de Orbest Orizonia consistía en las siguientes aeronaves:
| Aeronaves       | Total | Introducido | Retirado | Matrículas |
| --------------- | ----- | ----------- | -------- | --- |
| Airbus A310-300 | 1     | 1999        | 2001     | EC-HAL |
| Airbus A320-200 | 19    | 1998        | 2013     | EC-HCR, EC-GUR, EC-GLT, EC-GZD, EC-GZE, EC-IMU, EC-HQM, EC-HZU, EC-JRU (rrg. EC-KEN), EC-JND (rrg. EC-KBQ), EC-JST (rrg. EC-KDD), EC-INZ, EC-JQP, EC-KYZ, EC-KZG, EC-LAJ, EC-LAQ, EC-LLX y EC-LZD |
| Airbus A330-200 | 1     | 2002        | 2013     | EC-IDB (rrg. CS-TRA y EC-LKE) |
| Airbus A330-300 | 4     | 2002        | 2013     | EC-IJH, EC-JHP, EC-KCP y EC-LEQ |

## Incidentes
En el historial de Orbest, podemos destacar tres incidentes de mínima importancia cuando estaba bajo la marca Iberworld, y uno con la marca Orbest:
- El 25 de mayo de 2008, se colapsa el tren delantero del Airbus A330 registrado EC-JHP durante un "push-back" en la plataforma de Madrid-Barajas.
- El 28 de agosto de 2008, un A330 realiza un aterrizaje de emergencia en el aeropuerto de Barcelona debido a un fallo en el sensor en la puerta del tren de aterrizaje.
- El 10 de junio de 2009, un A320 realiza un aterrizaje de emergencia en el aeropuerto de Gran Canaria debido a un fallo en un motor.
- El 6 de octubre de 2012, el Airbus A330 matrículado EC-JHP colisiona con un Airbus A330-200 de Air Europa durante una operación de "push-back" de este último en la plataforma del T-1 de Madrid-Barajas. Pierde buena parte de su "winglet" izquierdo en el choque con la cola del aparato de Air Europa y, reparado, vuelve al servicio el día siguiente[12]